# Dukt (DTP)
Dukt (łac. ductus – ciąg) – charakterystyczny dla każdego kroju pisma układ kresek tworzących znaki pisma, które w wierszu tekstu (w ciągu) układają się w powtarzalną strukturę, wynikającą ze sposobu prowadzenia narzędzia pisarskiego lub przyjętych zasad przy konstrukcji lub rysowaniu znaków.
Omawiając pisma drukarskie mawia się często: dukt harmonijny, dukt szeroki, dukt wąski, dukt okrągły, dukt ostry, dukt spokojny, dukt zaburzony itp.